# USS Reid (FFG-30)

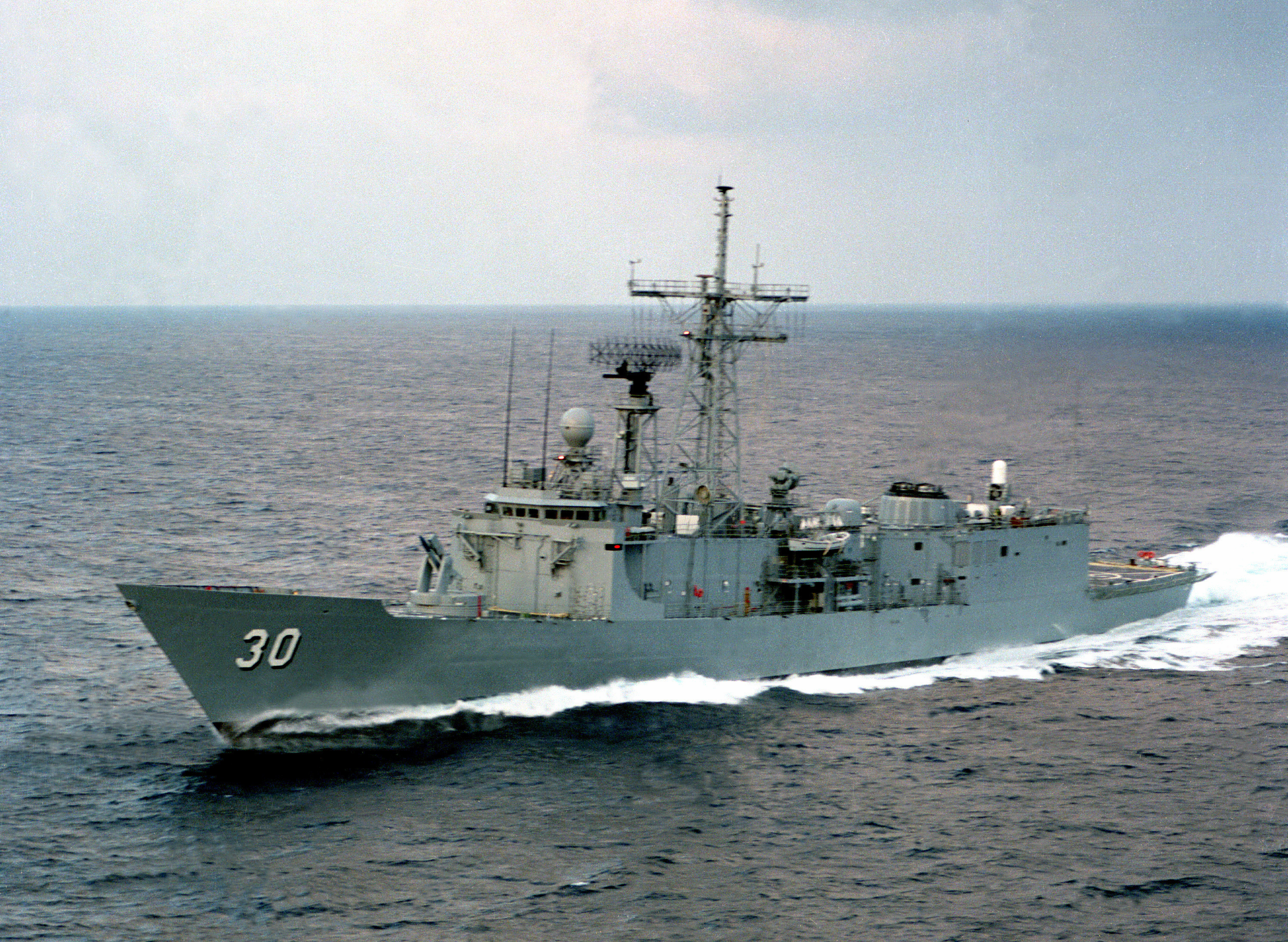
USS Reid (FFG-30)

«Рейд» (англ. USS Reid (FFG-30)) — двадцять другий корабель типу Олівер Газард Перрі — класу фрегатів з керованими ракетами, був названий на честь рульового Самуїла Честера Рейда (1783—1861).

## Історія створення
Замовлений у Todd Pacific Shipyards (Los Angeles Division), Сан — Педро, штат Каліфорнія 23 січня 1978 року у рамках програми FY78. Рейд був закладений 8 жовтня 1980 року, спущений на воду 27 червня 1981. Хрещені корабля пані Вільям С. Абхау, її дочка, міс Елліот Абхау, пані Абхау — праправнучка парусного майстра Честера Рейда. Введений в експлуатацію 19 лютого 1983 року.

## Історія служби

### У складі ВМС США
18 серпня 1990 року «Рейд» зробив перші постріли у операції «Щит пустелі», коли стріляв по носу іракського танкера, який відмовився змінювати курс, коли йому було наказано.
Неофіційне прізвисько «Рейда» — Reidski, що використовувалося протягом 1980-х років, увійшло в дію, оскільки «Рейд» часто опинявся на стороні «помаранчевої» команди під час навчань флоту.
У березні-квітні 2019 разом з кораблями НАТО HNLMS Evertsen, HMCS Toronto, SPS Santa María, Regele Ferdinand (F-221) брав участь у навчаннях «Sea Shield» у Чорному морі.

### У складі ВМС Туреччини
Виведений з експлуатації 25 вересня 1998 року. Був переведений до Туреччини 5 січня 1999 року як «TCG Gelibolu (F 493)». Станом на 2023 рік перебуває в активній службі.